# Carroll S. Page
Carroll Smalley Page, född 10 januari 1843 i Westfield, Vermont, död 3 december 1925 i Hyde Park, Vermont, var en amerikansk republikansk politiker. Han var guvernör i delstaten Vermont 1890–1892. Han representerade Vermont i USA:s senat 1908–1923.
Page gjorde en lång karriär inom näringslivets tjänst. Han startade sin affärsverksamhet med att sälja kalvskinn. Han var sedan direktör för flera olika banker och andra företag. Han var ledamot av Vermont House of Representatives, underhuset i delstatens lagstiftande församling, 1869–1872. Han var ledamot av delstatens senat 1874–1876.
Page efterträdde 1890 William P. Dillingham som guvernör i Vermont. Han efterträddes 1892 av Levi K. Fuller. Senator Redfield Proctor avled 1908 i ämbetet och veteranpolitikern John Wolcott Stewart blev utnämnd till USA:s senat. Stewart bestämde sig för att lämna politiken samma år och efterträddes som senator av Page. Efter att ha suttit till slutet av Proctors mandatperiod omvaldes Page två gånger till en full mandatperiod i senaten. Han ställde inte upp för omval i senatsvalet 1922 och efterträddes i mars 1923 av Frank L. Greene.
Page avled 1925 och gravsattes på Hyde Park Cemetery i Hyde Park.